# Parafia Przemienienia Pańskiego w Gliczarowie Górnym
Parafia Przemienienia Pańskiego w Gliczarowie Górnym – parafia rzymskokatolicka należąca do dekanatu Białka Tatrzańska archidiecezji krakowskiej w Gliczarowie Górnym.